# Tomasz Włodarek
Tomasz Włodarek (nacido en 1975) es un violador en serie polaco y asesino dos veces condenado, conocido como El vampiro de Świnoujście. Activo entre 1997 y 2000, principalmente en la zona de Świnoujście, violó brutalmente entre seis y catorce niñas y mujeres, además de matar a una funcionaria de aduanas y a otra mujer. Por sus crímenes fue condenado a cadena perpetua.

## Primeros años y modus operandi
Poco se sabe sobre los primeros años de vida de Włodarek. Nació en la calle Mazowiecka de Świnoujście, donde su familia vivía en una casa destartalada de la posguerra. Tomasz se graduó en una escuela de formación profesional con una especialidad poco clara, pero no tenía un trabajo fijo; se sabe que en algún momento trabajó como taxista. Włodarek rara vez se quedaba en la casa familiar y prefería la compañía de su novia en la cercana Karsibór. Sus vecinos lo describían como un hombre discreto y constantemente preocupado por su compañero. Cuando salía a trabajar para su turno de tarde, Włodarek salía a buscar víctimas en Świnoujście. Usando un pasamontañas para ocultar su identidad y portando un cuchillo, atacaba a mujeres jóvenes en diferentes momentos del día y lugares, amenazándolas con el cuchillo antes de agredirlas sexualmente. Si las víctimas se resistían, entonces procedería a matarlas.

## Crímenes

### Asesinato de Jolanta Rzeszotarska
En septiembre de 1997, el funcionario de aduanas de 40 años asistió a una reunión de trabajo y partió temprano por la mañana en dirección al centro de Świnoujście. Algún tiempo después, un transeúnte encontró su cuerpo colgado de un roble en un bosque cerca de la frontera polaco-alemana. La autopsia mostró que había sido estrangulada hasta dejarla inconsciente, antes de que su asesino la ahorcara, probablemente para simular un suicidio. La única pista sobre la identidad del autor fue la epidermis encontrada bajo las uñas de Jolanta.
Hubo varias teorías sobre el motivo de su asesinato. Dado que le habían robado sus joyas, algunos investigadores consideraron que el robo era un posible motivo, mientras que otros sospecharon que se debía a la naturaleza de su trabajo. Jolanta había ayudado recientemente a capturar a traficantes de anfetaminas de Poznan, por lo que la policía investigó a varias personas relacionadas con el mundo criminal. A pesar de esto, el caso quedó congelado y en marzo de 1998, la fiscalía suspendió la investigación sobre su muerte.

### Asesinato de Aneta Paśko
Aneta Paśko, de 22 años, estudiante de la Facultad de Medicina, vivía en Świnoujście con una compañera de cuarto. El 7 de marzo de 2000 salió de su apartamento para ir a visitar a su novio, pero no regresó al día siguiente. La compañera de cuarto preocupada llamó a su novio, quien negó haberla conocido el día anterior o haber estado en contacto con Aneta. Llamaron a la policía y la buscaron durante dos días. El 9 de marzo, el cuerpo semidesnudo de Aneta Paśko fue encontrado en un búnker de posguerra cerca de las dunas, donde debía encontrarse con su novio. La habían agredido brutalmente; su agresor, físicamente más fuerte, la golpeó con un objeto contundente y la estranguló. La autopsia concluyó que había muerto como resultado de estas heridas, y sólo una gota de semen sirvió como prueba de la identidad de su asesino. El macabro crimen conmocionó a los residentes de Świnoujście, sólo para ser seguido poco después por una serie de violaciones igualmente brutales.

### Violaciones
A pesar de la publicidad que rodeó sus crímenes, Włodarek no se inmutó y, en cambio, aumentó aún más su actividad. El 17 de junio, vistiendo un pasamontañas y una pistola (nunca se determinó si era real o falsa, ya que la policía no pudo localizarla), atacó a una chica de 19 años en las dunas de Świnoujście, obligándola a mantener relaciones sexuales bajo la amenaza de un arma. El 16 de agosto repite procedimiento con un joven de 17 años. Menos de una semana después, en el parque termal de Świnoujście, Włodarek agredió a dos niñas: violó sólo a una, mientras que la otra le pidió que la dejara porque estaba embarazada. En diciembre se produjo la última violación contra una joven de 17 años, esta vez en Varsovia. Como resultado de estos ataques, los residentes temieron por sus vidas y las visitas turísticas a las islas disminuyeron significativamente. Para contrarrestarlo, la policía tuvo que tomar medidas serias.

## Investigación, captura y sentencia
Para atrapar al violador, las autoridades crearon un grupo de investigación especial de ocho miembros, compuesto por el Departamento Penal de Świnoujście y agentes del Departamento de Investigación Criminal de Szczecin. Debido al gran número de posibles sospechosos, la policía pidió ayuda al Dr. Ryszard Pawłowski, genetista de la Universidad de Medicina de Gdansk. Utilizó los mismos métodos de rastreo de ADN utilizados para la captura de Leszek Pękalski y Krzysztof Gawlik, que revelaron que el violador tenía un tipo de sangre AB, común en sólo el 40% de la población polaca. Esto finalmente condujo a la llamada 'Muestra 421' en abril de 2001, la del hermano de Tomasz Włodarek. El 16 de junio, el propio Tomasz fue detenido mientras él y un amigo comían patatas fritas en el bar "Gryf". No se resistió al arresto, pero quedó visiblemente sorprendido.
El juicio de Włodarek comenzó en abril de 2002 y se celebró en privado por respeto a las víctimas. Tomasz Włodarek negó desde el principio todos los cargos en su contra, afirmando que había sido incriminado por grupos de contrabando con los que supuestamente había tenido disputas. Cuando esa historia fue refutada, fingió estar mentalmente enfermo, pero los exámenes psiquiátricos posteriores demostraron que estaba cuerdo. El 19 de junio de 2002, el tribunal lo condenó a cadena perpetua con posibilidad de libertad condicional después de 35 años. Włodarek apeló la sentencia, pero el Tribunal de Apelación de Poznań la confirmó. Sin embargo, ese no fue el final de sus comparecencias ante el tribunal: un profesor asistente notó que su vello púbico lo relacionaba con el asesinato de Jolanta Rzeszotarska, así como con la violación de una joven de 17 años en 1997, cometida poco antes del crimen anterior. En 2003, se le impuso otro cargo de cadena perpetua, para no volver a ser liberado nunca más. A pesar de las pruebas en su contra, Włodarek sigue insistiendo en su inocencia. Después de enterarse de los crímenes de su hijo, sus padres se mudaron de Świnoujście.